# Kaval (riba)
Kaval ali konj (znanstveno ime Sciaena umbra) je morska riba iz družine morskih vran, ki je razširjena po Jadranskem morju, Sredozemlju, Atlantiku in Črnem morju do 200 metrov globine.

## Opis
Kaval zraste v dolžino do 52 cm in lahko tehta do 4 kilograme. Telo je bočno stisnjeno, trup pa je relativno visok in pokrit z velikimi, čvrstimi luskami. Glava je velika. Po hrbtu je kaval temno sive barve, po bokih pa seva prehaja v temno zlato barvo. Trebuh je rumeno srebrne barve, pogosto posut s temnimi pikami.
V Jadranu se drsti od maja do julija, zadržuje pa se v globinah med 10 in 50 metrov. Najraje se zadržuje na skalnati podlagi, poraščeni z algami. Živi v manjših jatah in je po naravi dokaj plašna riba. Slabo prenaša motno in hladno vodo, občutljiv pa je tudi na onesnaženje. Prehranjuje se z manjšimi ribami, mehkužci in raki.